# Saab 9-2X
Subaru произвела модифицированную версию хетчбэка Impreza второго поколения, как Saab 9-2X (стилизованную под 92X) на рынке Северной Америки в течение 2005–2006 модельных годов. В то время Saab Automobile AB была дочерней компанией General Motors (GM), а GM владела 20 процентами акций материнской компании Subaru, Fuji Heavy Industries. Модель 9-2X получила прозвище «Саабару», это сочетание слов «Сааб» и «Субару».
Saab изменил внешний вид передней и задней части автомобиля, чтобы он соответствовал общему языку дизайна бренда Saab. Изменения включали измененную переднюю панель, крылья, капот, заднюю дверь и заднюю панель. Интерьер получил дополнительную звукоизоляцию по сравнению с Subaru, при этом особое внимание было уделено брандмауэру, ковровому покрытию, крыше и уплотнителям заднего стекла. Большая часть интерьера 9-2X идентична универсалу Impreza. Saab предложил двухцветный дизайн сидений на основе более раннего универсала Impreza (второго поколения), а также комбинацию приборов от этого автомобиля. 2005 год стал первым годом, когда Saab предложил полный привод. Полный привод был стандартным как для 9-2X, так и для 9-7X.
Saab также установил собственные передние сиденья с активными подголовниками, в отличие от сидений с фиксированными подголовниками в аналогичном Impreza WRX. Рычаги задней подвески изготовлены из алюминия, дальнейшее снижение неподрессоренной массы достигается за счет использования пластика вместо более тяжелых компонентов, уникальных втулок Saab и перекалиброванных амортизаторов. Рулевое управление в Aero стало более отзывчивым и точным за счет использования рулевой рейки Impreza WRX 2006–2007 годов, которая отличается более быстрым передаточным числом рулевого управления 15,5: 1, более жестко установленным рулевым оборудованием и более жесткими втулками шасси.
9-2X не пользуется особой популярностью среди приверженцев бренда Saab, поскольку изменения по сравнению с Subaru в основном косметические. Модель 9-2X также получила высшую награду IIHS за безопасность.
Однако в октябре 2005 года GM решила продать 8,4 процента компании Toyota и продать оставшиеся 11,4 процента акций обратно Fuji в рамках сделки по обратному выкупу акций. Производство модели 9-2X было прекращено после 2006 модельного года после прекращения партнерства между Fuji и GM.
За время производства было произведено 10 346 автомобилей Saab 9-2X, из них 8 514 в 2005 году и 1 832 в 2006 модельном году. Saab предложил 9-2X 2005 модельного года с безнаддувным 2,5-литровым двигателем EJ253 от Subaru в комплектации Linear (165 л.с. (123 кВт) и 166 фунт-фут (225 Нм)), с 2,0-литровым двигателем с турбонаддувом. литровый двигатель используется совместно с Impreza WRX, предлагаемым в модели Aero (227 л.с. (169 кВт) и 217 фунт-футов (294 Нм)). Полный привод входил в стандартную комплектацию с дополнительной четырехступенчатой автоматической коробкой передач вместо пятиступенчатой механической коробки передач для обеих комплектаций.
В 2005 году Saab предлагал три пакета опций. В пакет Premium добавлена кожаная обивка, а для модели для США — ксеноновые фары HID. При заказе с комплектацией «Linear» пакет Premium также включал встроенный в приборную панель чейнджер на шесть компакт-дисков, передние противотуманные фары, виниловые дверные карты, а также кожаный руль и ручку переключения передач. В пакет «Холодная погода» добавлены подогрев передних сидений, обогреватели зеркал бокового обзора и обогреватели передних и задних дворников в местах их парковки. В Канаде автомобили, оснащенные пакетом для холодной погоды, также включали обогреватель блока цилиндров. В пакет Sport добавлен люк на крыше, а только для версии Aero — 17-дюймовые колеса.